# The Beefeater
Beefeater — американський пост-хардкор гурт з Вашингтона, створений наприкінці 1984 року. Гурт був активний до кінця 1986 року.
Разом з гуртами Embrace, Gray Matter і Rites of Spring, вони були одними з головних гуртів руху Revolution Summer 1985 року, який відбувався на хардкор-панк сцені у Вашингтоні, округ Колумбія.

## Історія
Гурт Beefeater був створений у 1984 році.
Початковий склад гурту:
- Томас Сквіп (Tomas Squip), справжнє ім'я Оман Еммет;
- Фред «Фрік» Сміт (Fred «Freak» Smith);
- Даг Е. Берд (Dug E.Bird), Бердзелл (Birdzell);
- Брюс Етчлі Тейлор (Bruce Atchley Taylor).[1][2]

Гурт Beefeater зіграв свій перший концерт влітку 1984 року у Вашингтоні, округ Колумбія, у Food for Thought, колишньому ресторані та музичному закладі на Дюпон Серкл (Dupont Circle).
Їхній дебютний альбом Plays for Lovers вийшов у 1985 році на незалежному лейблі Dischord Records.
Для запису мініальбому Need a Job, барабанщика Брюса Тейлора замінив Марк «Two-Chair» Шеллхаас.
У 1986 році гурт випустив мініальбом з шести пісень Need a Job, який вийшов на лейблі Olive Tree Records.
Для запису останнього альбому House Burning Down, барабанщика Марка «Two-Chair» Шеллхааса замінив Марк Кенні Краун. Альбом House Burning Down був випущений вже після розпаду гурту, у 1987 році, на лейблі Dischord Records. Гурт змішав панк з фанком і джазом, а тексти Томаса Сквіпа відверто стосувалися політики та духовності. У альбомі House Burning Down було включено більше непанкових елементів, особливо світової музики, а також музичні епізоди багатьох постійних учасників Dischord Records, у тому числі керівника лейблу, Яна Маккея, який зробив вступ до альбому, окрім саксофону.
Два альбоми, які були випущені на лейблі Dischord Records, Plays for Lovers (1985 рік) та House Burning Down (1987 рік), пізніше були об'єднані на компакт-диску 1992 року, Plays For Lovers & House Burning Down, окрім того компакт-диск містив два бонус-треки.
Після розпаду гурту Beefeater, Сквіп і Бердзелл створили гурт Fidelity Jones.
Краун приєднався до гурту Rhythm Pigs, а Фред «Freak» Сміт приєднався до гурту Strange Boutique.
Томас Сквіп, у книзі Threat by Example: A Documentation of Inspiration (Martin Sprouse, editor, 1991 Pressure Drop Press: San Francisco, ISBN 0-9627091-1-5) описує свій особливий релігійний світогляд і мотивацію, незвичайні для гурту з лейблу Dischord Records.

## Дискографія
- Plays for Lovers (1985, Dischord Records catalog No. 17) Bruce Atchley Taylor plays drums.
- Need a Job (1986, Olive Tree Records catalog No. 106) Mark Shellhaas plays drums.
- House Burning Down (1987, Dischord Records catalog No. 23) Kenny Craun plays drums.